# The Village Squire
Pour plus de détails, voir Fiche technique et Distribution.
The Village Squire est un film britannique réalisé par Reginald Denham, sorti en 1935.

## Synopsis
Une troupe amateur d'un village entreprend la production filmé de MacBeth, dont le casting comprend une star hollywoodienne. Tout ceci n'est pas au goût du châtelain du village qui déteste les films...

## Fiche technique
- Titre : The Village Squire
- Réalisation : Reginald Denham
- Scénario : Sherard Powell d'après la pièce d'Arthur Jarvis Black
- Photographie : Francis Carver (en)
- Montage : Cecil H. Williamson (en)
- Production : Anthony Havelock-Allan
- Pays de production : Royaume-Uni
- Format : Noir et blanc - 1,37:1 - Mono
- Genre : comédie (cinéma)
- Date de sortie : 1935

## Distribution
- David Horne : Squire Hollis
- Leslie Perrins (en) : Richard Venables
- Moira Lynd (en) : Mary Hollis
- Vivien Leigh : Rose Venables
- Margaret Watson : Tante Caroline
- Ivor Barnard : Mr Worsford